# Synapte malitiosa
Synapte malitiosa is een vlinder uit de familie van de dikkopjes (Hesperiidae). De wetenschappelijke naam van de soort is voor het eerst geldig gepubliceerd in 1865 door Gottlieb August Wilhelm Herrich-Schäffer.